# Polyplectropus impluvii
Polyplectropus impluvii är en nattsländeart som först beskrevs av Keith A.J. Wise 1962.  Polyplectropus impluvii ingår i släktet Polyplectropus och familjen fångstnätnattsländor. Inga underarter finns listade i Catalogue of Life.